# Alfa Romeo GT
 Ikke at forveksle med Alfa Romeo GTV.
Alfa Romeo GT var en sportscoupé fra det italienske bilmærke Alfa Romeo bygget mellem starten af 2004 og foråret 2010.

## Drivlinie
Bilen havde forhjulstræk og fandtes med fire forskellige motorer: tre benzinmotorer og én dieselmotor. Dieselmotoren 1,9 JTD ydede 110 kW (150 hk) og var med et brændstofforbrug på 6,7 liter pr. 100 km det mest sparsommelige af motorerne.
1,8 Twin Spark ydede 103 kW (140 hk) og brugte 8,5 liter benzin pr. 100 km. 2,0 JTS med 121 kW (165 hk) kunne som den eneste fås med Selespeed, som var en semiautomatisk gearkasse hvor gearene kunne skiftes ved hjælp af knapper på rattet eller gearvælgeren. Derudover havde gearkassen en City-modus, hvor den fungerede som en fuldautomatisk gearkasse. 2,0 JTS brugte på 100 km 8,7 liter benzin.
Derudover fandtes der frem til midten af 2007 en 3,2-liters V6-motor med 177 kW (241 hk) og et gennemsnitligt forbrug på 12,4 liter benzin pr. 100 km.
Produktionen af Alfa Romeo GT blev indstillet i marts 2010. En efterfølger er i øjeblikket ikke planlagt.

### Motorer
Alfa Romeo GT fandtes med følgende motorer:
| Model          | Cylindre | Ventiler | Slagvolume cm³ | Max. effekt kW (hk) / omdr. | Max. drejningsmoment Nm / omdr. | 0-100 km/t sek. | Topfart km/t | Byggeår     |
| -------------- | -------- | -------- | -------------- | --------------------------- | ------------------------------- | --------------- | ------------ | ----------- |
| Benzinmotorer  |          |          |                |                             |                                 |                 |              |             |
| 1.8 Twin Spark | 4        | 16       | 1747           | 103 (140) / 6500            | 163 / 3900                      | 10,6            | 200          | 2005 − 2007 |
| 2.0 JTS        | 4        | 16       | 1970           | 121 (165) / 6400            | 206 / 3250                      | 8,7             | 216          | 2004 − 2010 |
| 3.2 V6         | 6        | 24       | 3179           | 177 (241) / 6200            | 300 / 4800                      | 6,7             | 243          | 2004 − 2007 |
| Dieselmotorer  |          |          |                |                             |                                 |                 |              |             |
| 1.9 JTD 16V    | 4        | 16       | 1910           | 110 (150) / 4000            | 305 / 2000                      | 9,2             | 209          | 2004 − 2010 |
| 1.9 JTD 16V    | 4        | 16       | 1910           | 125 (170) / 3750            | 330 / 2000                      | 8,2             | 216          | 2008 − 2010 |

## Design
Det udvendige design var opstået i samarbejde med den italienske bildesigner Bertone. Typisk for Alfa Romeo dominerede kølergrillen, Scudetto, fronten optisk. Modsat traditionen har modellen ikke gennemgået noget facelift.
Kabinen var vidtgående identisk med Alfa Romeo 147.

## Udstyr
Alle udstyrsvarianter havde bl.a. servostyring, ABS, ASR, dobbelt airbag, sideairbags, gardinairbags, centrallåsesystem med fjernbetjening, elektrisk justerbare og opvarmelige sidespejle, tågeforlygter, fartpilot, 3 nakkestøtter bagi, armlæn foran og bagi, læderrat og nødreservehjul.
GT fandtes i tre forskellige udstyrsvarianter.

### Impression
Klimaanlæg, radio/cd-afspiller med 8 højttalere og antenne, gearknop i aluminium (kun 1,8 Twin Spark), gearknop i læder (kun 1,9 JTD), dæk 205/60R15

### Progression
ESP, kørecomputer med check-control, radio/cd-afspiller med 8 højttalere og ratbetjening, tozonet klimaanlæg, gearknop i aluminium (kun 1,8 Twin Spark og 2,0 JTS), gearknop i læder (kun 1,9 JTD), 17" alufælge med 215/45R17 dæk

### Distinctive
ESP, kørecomputer med check-control, radio/cd-afspiller med mp3-afspiller, ratbetjening, 8 højttalere og antenne, tozonet klimaanlæg, Bose-lydanlæg, læderindtræk, gearknop i aluminium (kun 1,8 Twin Spark og 2,0 JTS med manuel gearkasse), gearknop i læder (kun 3,2 V6 og 1,9 JTD), bagagenet, 16" alufælge med 205/55R16 dæk